# 兎丸愛美
兎丸 愛美（うさまる まなみ、1992年4月16日 - ）は、日本の元ヌードモデル、女優、カメラマンである。

## 略歴
6人兄弟の末子で19歳の時に、遺影のつもりでヌード写真を撮ったことをきっかけに、ヌードモデルとして活動を始めた。
2014年にヌードモデルを始める。
2016年に舞台『幽霊』で女優として活動を始める。
2017年にカメラマンとして活動を始める。
2018年にSNSコンテンツ「ravi.me」のモデルに起用された。
2022年9月25日に、自身が連載していた「旬刊うさまるまなみ」にて活動終了を発表した。

## 人物
多摩川を愛好して多摩川大使を自称する。歯茎の麻酔を好む。

## 出演

### 雑誌
- アサヒカメラ（朝日新聞出版）[9]
- 週刊プレイボーイ（集英社）[10]
- フォトテクニックデジタル（玄光社）[11]
- ヌードアーカイブス（玄光社）[12]

### アートワーク
- PAELLAS『D.R.E.A.M.』（ミニ・アルバム）（2017年）[13]

### 広告
- ハヴィーナ（2019年）[14]

### 映画
- アンチポルノ（2017年）[3]
- 三つの朝（2017年製作・2019年9月21日公開）[15]
- シスターフッド（2019年）[16][17]
- 海辺の途中（2019年製作）[18]
- COME & GO カム・アンド・ゴー（2021年）- マユミ 役
- 人でなしの恋（2022年）- 主演・門野京子 役
- 君は愛せ（2022年）- 凛 役

### MV
- フレデリック「オワラセナイト」（2015年）[19]
- 宇宙ネコ子「Summer Sunny Blue（with 入江陽）」（2016年）[20]
- 石指拓朗「汽車よ」（2017年）[21]

### 動画
- 美しい椅子と女たち「♯4 待つ女」（2018年7月1日配信、Paravi）[22]

### 写真集
- きっとぜんぶ大丈夫になる（2017年4月24日、玄光社、撮影・塩原洋）ISBN 978-4768308486
- 羊水にみる光（2020年2月29日、リブロアルテ、撮影・笠井爾示）ISBN 978-4904541272
- しあわせのにおいがする （2020年3月30日、玄光社、撮影・塩原洋）ISBN 978-4768313138